# Тамара Велика
Свята Тамара Велика (1166–1213) — цариця Грузії з династії Багратіоні. Часи її правління вважаються Золотою Добою грузинської історії. Канонізована Грузинською церквою.

## Життєпис
З 1178 року була співправителькою свого батька Георгія ІІІ. Після його смерті стала одноосібною царицею у 24 роки. 1189 року у Дідубійській церкві обвінчалася з Давидом Сосланом. 1191 року придушила потужне повстання ня чолі з Варданом Дадіані, еріставі Одіши, й Боцо Джакелі, еріставі Самцхе.
Попри юність, Тамара Велика правила дуже мудро, уважно та хоробро. Часи її царювання вважаються Золотою Добою грузинської історії. Також відзначалась глибокою набожністю. Вона продовжила справу свого діда, царя Давида IV Будівельника, та сприяла зміцненню християнства, будувала церкви та монастирі. Після коронації Тамара скликала місцевий Собор, щоб розв'язати деякі церковні проблеми. Цариця закликала єпископів бути праведними і припинити зловживання.

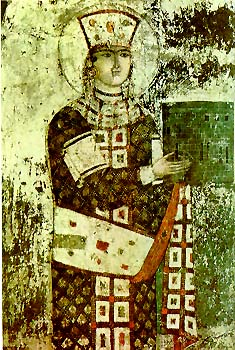
Цариця Тамара. Фреска з печерного монастиря

1204 року управитель султанату Руми, Рух-ен-Дін, надіслав цариці Тамарі вимогу, щоб Грузія залишила християнство й прийняла іслам. Тамара відкинула цю вимогу і в історичній битві біля Басіані грузинське військо перемогло коаліцію мусульманських володарів.
Мудрим правлінням Тамара заслужила любов своєї нації. 
Останні роки життя провела у печерському монастирі Вардзіа. Її келія сполучалась із церквою віконцем, через яке вона молилася під час відправ. Померла 1213 року, після чого долучена до лику святих.
Святу Благовірну Царицю Грузинську Тамару православні християни поминають двічі на рік: 1 (14) травня, в день її успіння, і в Неділю Святих Жон Мироносиць.

## Зовнішня політика

### Мусульманські сусіди

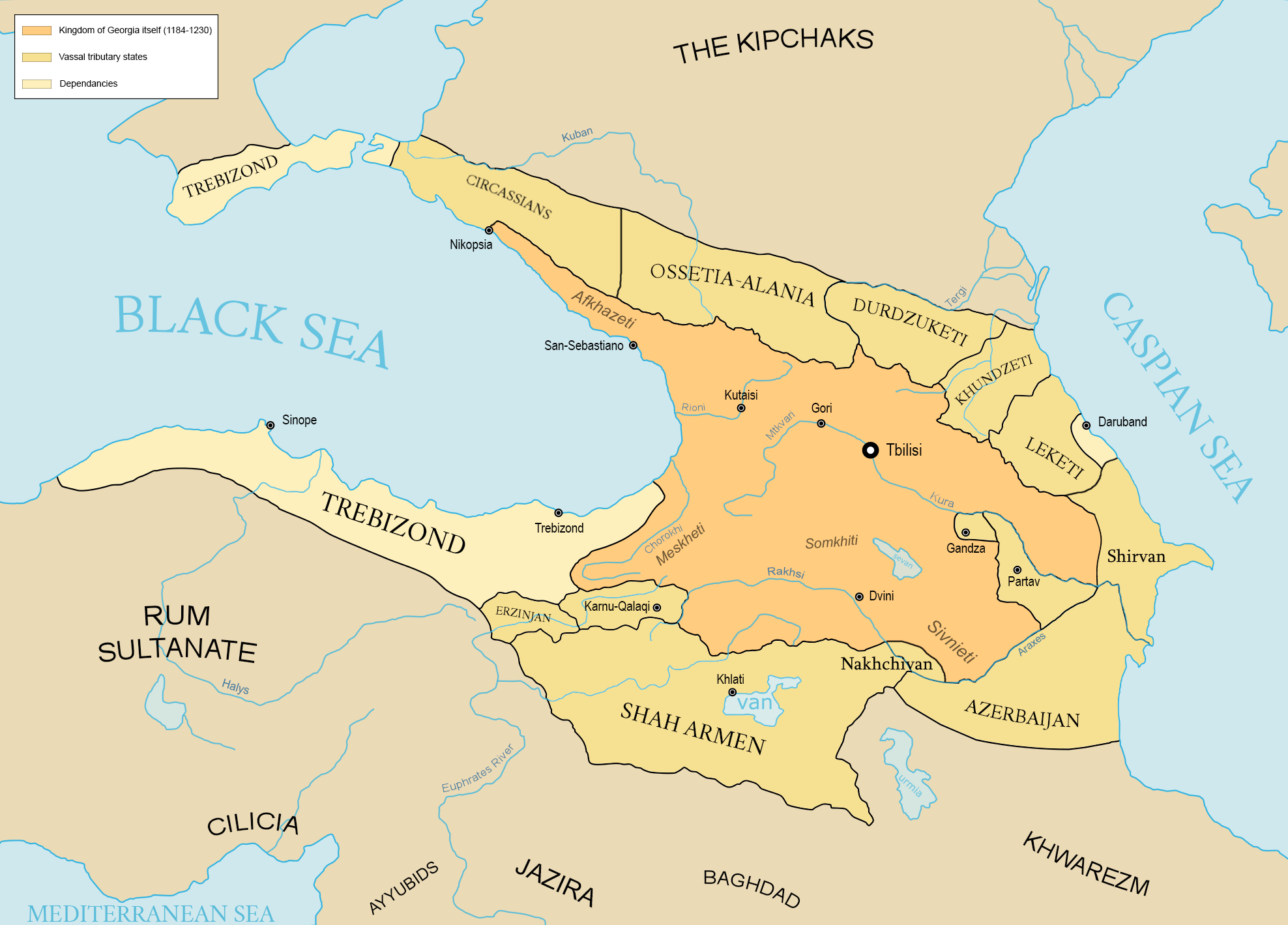
Грузинське Царство в золоту добу із зонами впливу за часів Тамари.

Цариця Тамара всіляко намагалася продовжувати політичний курс свого батька Георгія III та прадіда Давида IV Агмашенебелі як у внутрішніх, так і зовнішніх справах. У цей час турки були вкрай пригнічені. Ситуація змусила їх задуматися про союз та коаліційну кампанію. Вони звернулися до багдадського халіфату з проханням допомогти в організації задуманого походу. Багдадський халіфат, по суті, вважав себе главою мусульманської релігії Близького Сходу і завжди був готовий захистити правовірних від християн. На похід халіф виділив великі суми грошей.
Тоді одноосібним правителем став Абу Бакр , правитель Адурбадагану . Саме Абу Бакр скористався матеріальною допомогою халіфа та використав його заклик у своїх інтересах. Він приєднався до великої армії східних тюрків. Абу Бакр спочатку вирушив до Ширвану. Ширванша Агсартан і його зять Амір-Мірман не змогли впоратися з ворогом. Ширван був державою Грузії, тому Грузія мала певні зобов'язання щодо Ширвану.
За рішенням царського двору Грузії було зібрано величезне військо. Грузинська армія вийшла до Шамхорі для битви. Військо вершників виступило з правого берега Кури і за день і ніч подолало відстань від річки Храм до Шамхорискалі. Битва при Шамхорі відбулася 1195 р.
Історичне місто Шамхорі розташовувалося на лівому березі річки Шамхорискалі і було важливим торговим пунктом. Абу Бакр зміцнився у місті, тому місто було обрано як головну мету грузинської армії. Атаку на фортецю здійснювало праве крило армії. Загін Давида Сосура затримався через погані дороги. Його прибуття суттєво змінило обстановку бою. Перемога у цій битві дісталася грузинам.

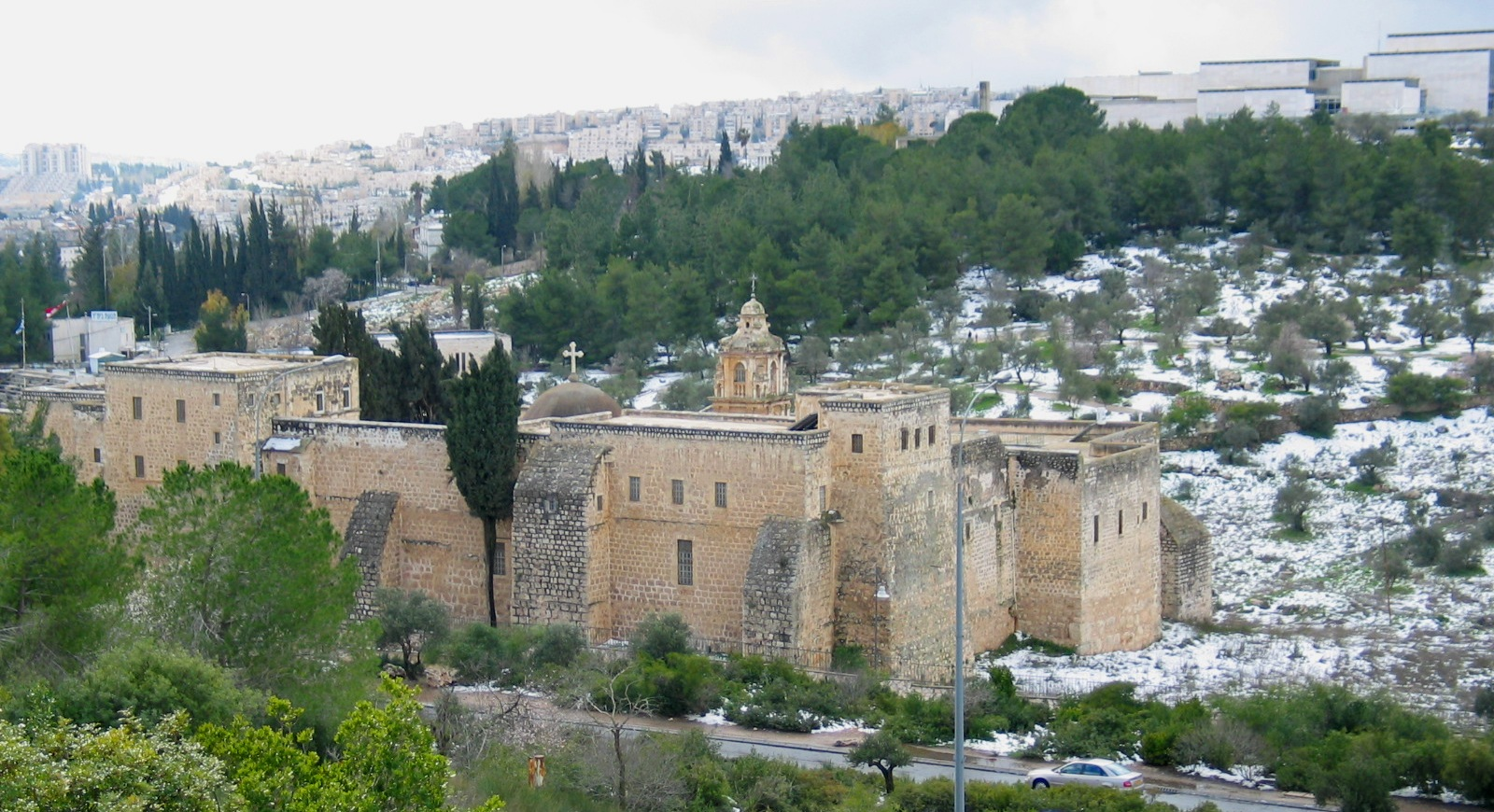
Хрестовоздвиженський монастир в Єрусалимі раніше був населений грузинськими ченцями і опікувався царицею Тамарою.

Після того як у руках Грузії опинилися найважливіші стратегічні точки Кавказу: Гандза, Аніс, Карі, вплив тюрків у регіоні значно зменшився. Місто-фортеця Карі виділявся своєю потужністю і вважався надійною опорою тюрків на всьому південному Кавказі. Василь Езосмодарі повідомляє нам, що «багато разів» за фортецю билися Сарги Тмогвелі, Шалва Торелі та Месхні. Вони підкорили всі міста та села навколо воріт, але не змогли взяти браму. Цариця Тамара послала Давида Сосура захопити місто, а сама вирушила до Джавахеті. Грузинам вдалося захопити місто-фортецю, і ця територія була безпосередньо приєднана до Грузії.

## Вшанування
- 326 Тамара — астероїд, названий на честь правительки[4].